# Carles Parès i Guillèn
Carles Parès i Guillèn (Barcelona, 7 d'octubre de 1907 - Ciutat de Mèxic, 19 de maig de 1973) fou un metge cirurgià català, exiliat després de la Guerra Civil espanyola a Mèxic, on es va naturalitzar.

## Biografia
Fou fill de l'uròleg Martí Parés i Parés (1882-1931) i de Maria Dolors Guillén i Surribas.
El 1933 es va llicenciar en cirurgia i urologia a la Facultat de Medicina de la Universitat de Barcelona. Inicialment va treballar al Servei d'Urologia de l'Hospital de Sant Pau de Barcelona. Durant la guerra civil espanyola fou director de l'Hospital Militar d'Etapas de Tarancón (1937), director del VIII Grup d'Hospitals, de Conca i director i comandant metge de l'Hospital Militar de Figueres (1938-1939). En acabar la contesa es va exiliar a França, on treballà al servei d'Urologia de l'Hospital de Cochin.
El 1940 es va exiliar a Mèxic, on treballà com a metge adjunt del Servei d'Urologia de l'Hospital General de Mèxic fins a 1949. També va donar classes de postgrau a la UNAM fins a 1957 i fou membre de la Societat Mexicana d'Urologia. Des de 1949 fins a la seva mort fou membre de la junta de metges de l'Hospital American British Cowdray, publicà diversos estudis i articles a revistes i va fer diverses ponències a l'estranger. També fou director de la Compañía Anglomexicana de Seguros SA.
Un cop divorciat, el 19 d'agost de 1944 es casà a Mèxic, en segones núpcies, amb la poeta i traductora Núria Balcells de los Reyes, coneguda literàriament com a Núria Parès.

## Obres
- Traumatismos de la uretra (1942)
- Operatoria urogenital, dins Técnica postoperatoria (UTEHA, 1951)
- Concepto actual del tratamiento de las obstrucciones del cuello vesical
- Pronóstico postoperatoriode la litiasis uretral quirúrgica
- Nuevo concepto de la circulación renal (La doble circulación renal de Trueta)
- Operatoria de riñón único
- Diaganóstico clínico de tumores renales y uretrales.